# Денис Халилович
Денис Халилович (на словенски: Denis Halilovič) е словенски футболист от босненски произход, централен защитник. Роден е на 2 март 1986 г., Словен Градец, СФР Югославия. Во момента е футболист на ПФК ЦСКА (София).

## Кариера
Юноша на Рудар (Велене), започва и професионалната си кариера там. След това играе за НК Целе и Драва (Птуй).
На 27 февруари 2009 сключва договор с руския Сатурн Раменское. Дебютира на 4 април 2009 г.
От августа 2010 Халилович игае за Вилем II под наем. , но след банкрута на Сатурн сключва пълноправен договор с отбора от Нидерландия. Напуска Вилем II през лятото на 2011 г.
На 12 август 2011 е съобщено, че Халилович е подписал двугодишен договор с ПФК ЦСКА (София).